# Ројал Оук (Мичиген)
Ројал Оук (Мичиген) (енгл. Royal Oak) град је у америчкој савезној држави Мичиген. По попису становништва из 2010. у њему је живело 57.236 становника.

## Демографија
Према попису становништва из 2010. у граду је живело 57.236 становника, што је 2.826 (4,7%) становника мање него 2000. године.
| Група             | 2000.          | 2010.          |
| Белци             | 56.421 (93,9%) | 50.975 (89,1%) |
| Афроамериканци    | 927 (1,5%)     | 2.435 (4,3%)   |
| Азијати           | 939 (1,6%)     | 1.359 (2,4%)   |
| Хиспаноамериканци | 781 (1,3%)     | 1.340 (2,3%)   |
| Укупно            | 60.062         | 57.236         |